# Различие типа и токена
Различие типа и токена — разница между именованием класса (типа) объектов и именованием отдельных экземпляров (токенов) этого класса. Поскольку каждый тип может быть представлен несколькими лексемами, то, как правило, лексем больше, чем типов объекта. Например, предложение «A rose is a rose is a rose», содержит три типа слов: три лексемы типа «a», три лексемы типа «rose» и две лексемы типа «is». Это различие важно для таких дисциплин, как логика, лингвистика, металогика, типографика и компьютерное программирование.

## Обзор
Различие между типами и токенами разделяет типы (абстрактные описательные понятия) и токены (объекты, реализующие понятия). Например, в предложении «the bicycle is becoming more popular» слово «bicycle» представляет абстрактное понятие велосипеда и является типом, в то время как в предложении «the bicycle is in the garage» оно представляет конкретный объект и, следовательно, является токеном. Аналогично, тип слова «letter» использует только четыре типа букв: L, E, T и R. Тем не менее, в нём дважды используются и E, и T. Можно сказать, что тип слова «letter» имеет шесть буквенных лексем, причем по две лексемы приходится на буквы E и T. При создании слова количество образованных буквенных лексем равно количеству вхождений букв в тип слова.
Некоторые логики считают, что тип слова — класс входящих в него токенов. Другие логики утверждают, что тип слова обладает постоянной и неизменной структурой, не присущей классу используемых в нём токенов. Тип остаётся неизменным, в то время как класс его токенов постоянно приобретает новые и теряет старые составные единицы.
В компьютерном программировании различают классы и объекты, хотя в данном контексте «класс» иногда обозначает набор объектов (с атрибутами или операциями на уровне класса), а не описание объекта в наборе, как это было бы с «типом».

## Типографика
В типографике, различие типа и токена, используется для определения наличия текста, напечатанного, при ручном наборе, подвижным шрифтом:

Определяющим критерием, которому должна соответствовать типографская печать, является типологическая идентичность различных форм букв, составляющих печатный текст. Другими словами, каждая буква, встречающаяся в тексте, должна быть представлена, как конкретный экземпляр («токен») одного и того же типа, который содержит обратное изображение печатной буквы.

## Чарльз Сандерс Пирс
Различия между использованием слов в качестве типов или токенов были впервые сформулированы американским логиком и философом Чарльзом Сандерсом Пирсом, в 1906 году с применением созданной им терминологии. Различие между типами и токенами Пирс применил к словам, предложениям, абзацам и т.д.: ко всему, что входит во вселенную дискурса теории символьных строк, или теории конкатенации.
В оригинале, слова Пирса, звучат следующим образом:

Обычный способ, оценить объем материала, в ... печатной книге — подсчитать количество слов. Как правило, на странице располагается около двадцати «the», и, конечно, они считаются двадцатью словами. Однако в другом смысле слова, «слово», в английском языке, существует лишь единственное [незаменимое], такое слово — «the», и, невозможно представить, чтобы это слово, заметно выделялось, на странице или мешало восприятию ..... Такую ... форму, я предлагаю назвать «Тип». Одиночный ... объект... такой, как то или иное слово, на одной строке, одной страницы, в одном экземпляре книги, я рискну назвать «Токен». .... Для того чтобы «Тип» можно было использовать, он должен быть представлен в виде «Токена», который должен быть знаком «Типа», а значит, и объекта, который этот «Тип» обозначает.— Пирс 1906, также Огден и Ричардс, 1923, 280-1

## Внешние ссылки
- Linda Wetzel. Types and Tokens. In Zalta, Edward N. (ed.). Стэнфордская философская энциклопедия.